# Lin Bing
Lin Bing (thaï : หลินปิง, chinois : 林冰) (également appelé Lin Ping) est un panda géant femelle née le 27 mai 2009 au zoo de Chiang Mai dans la ville du même nom, en Thaïlande. De progéniture du couple Lin Hui et Chuang Chuang, Lin Bing est le premier panda géant né en Thaïlande. Son nom, qui signifie « forêt de glace », fut choisi après un concours national de sélection de nom qui a attiré 22 millions de votes,. « Bing » ressemble également au nom de la rivière Ping, qui traverse le nord de la Thaïlande, où se trouve le zoo.
Comme ses parents, Lin Bing est considérée comme la propriété de la Chine. Par conséquent, Lin Bing peut être envoyée en Chine après l'âge de deux ans. La nouvelle de sa naissance et la publicité qui suivit ont attiré beaucoup plus de touristes dans le parc zoologique, influençant la décision de l'organisation de construire un dôme d'une valeur de 60 millions de bahts (environ 1,5 million de dollars) pour héberger l'animal. Les soins du panda sont assurés par des scientifiques et des vétérinaires thaïlandais spécialement formés par les spécialistes chinois du panda géant.
Le 8 juillet 2017, Lin Bing a mis bas deux bébés pandas jumeaux, un mâle et une femelle.
Le père de Lin Bing, Chuang Chuang, est décédé à l'âge de 19 ans le 16 septembre 2019 dans son enclos du zoo de Chiang Mai.